# アイナレッジ
アイナレッジ株式会社（英称:I Knowledge,Inc.）は、不動産・建築の有効活用と地方商店街の再生に特化した日本のコンサルティング企業である。2006年（平成18年）11月1日創業。
みんなで知識と知恵を出しあって新しいビジネスを生み出していきたいという想いから、創造性・積極性をイメージさせる語が多く頭文字として持つ i（アイ）の字を取って「アイナレッジ」と名づけられた。

## 沿革
- 2006年（平成18年） - 港区新橋にある1.5坪のレンタルオフィスで創業。地方都市を活性化させるにはお金の還流とインターネットによる情報の還流が必要と考えてサイト設計をスタート。
- 2007年（平成19年） - 事務所を六本木に移転し、都市と地方都市の情報格差を解消するためのASPサービス「デジタルファンド」をサービスイン（現在は閉鎖）。
- 2009年（平成21年） - 事務所を銀座に移転[1]。

## 主な実績
- 2007年（平成19年） - 地域を活性化するという独自のビジネスモデルが評価され、創業まもなく2007年度ベストベンチャー100に選出された。
- 2008年（平成20年）
  - 11月以前 - まちづくり制度にもとづく高松市丸亀町商店街の中心市街地活性化事業のフィナンシャルアドバイザー業務を受託している[1]。
  - 12月 - 経済産業省主催の中心商店街区域再生支援ネットワークに認定[1]。